# Fax

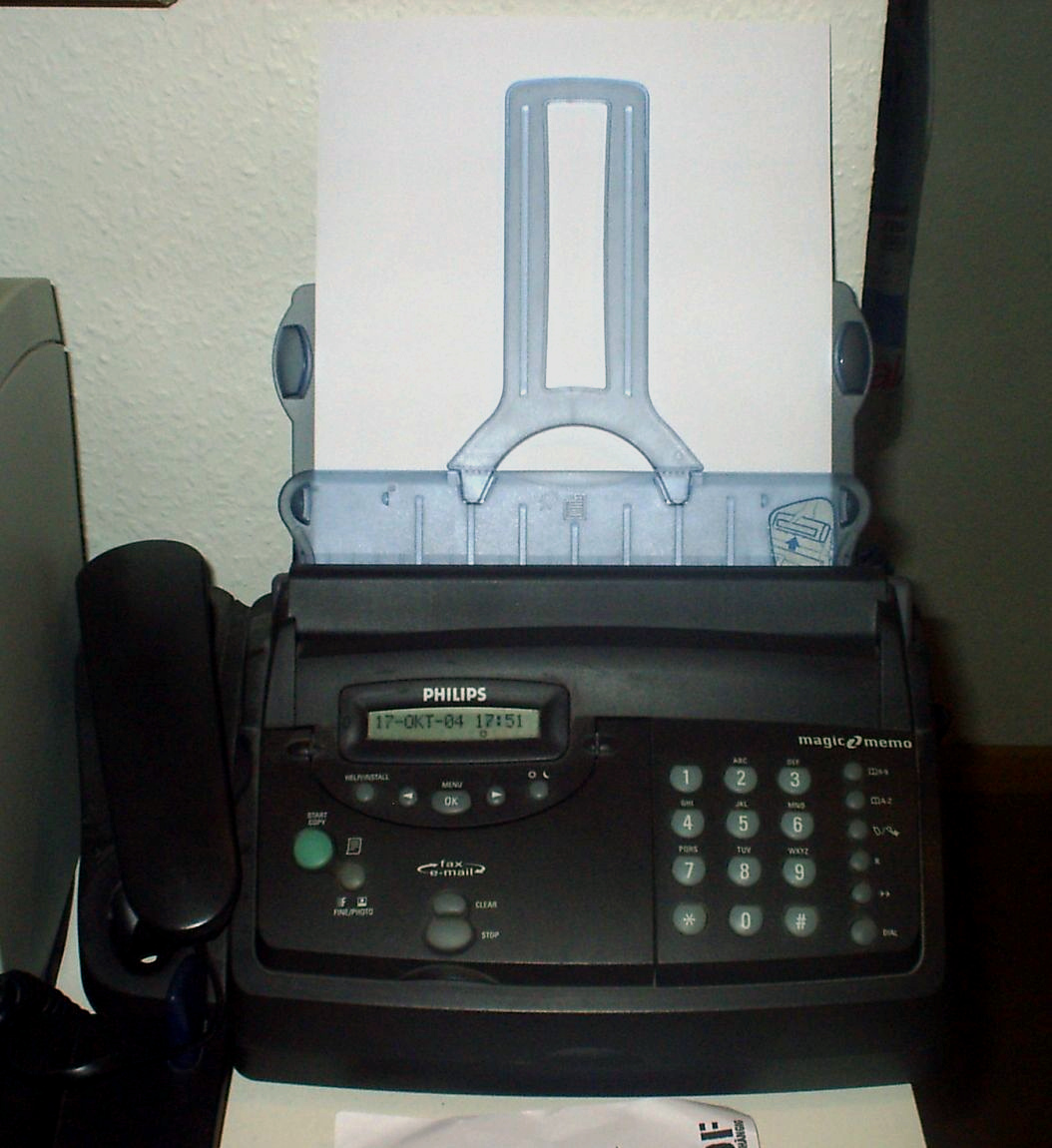
Fax

Fax respektive telefax (správně (tele)faxový přístroj) je zařízení pro přenos statického obrazu pomocí telefonní linky. Název přístroje pochází z latinského „fac simile“, což znamená „čiň podobně“.
Fax čte (skenuje) psaný text nebo obrázek z papíru (typicky velikosti A4), rozkládá jej na body (pixely) a pošle jej v binární formě pomocí telefonní linky na jiný faxový přístroj. Ten zprávu přijme a vytiskne její kopii na papír nebo ji uchová elektronicky.
Faxový přístroj využívá většinou tepelného tisku na teplocitlivý papír, dnes se však stále vice rozšiřují faxy, které využívají inkoustový nebo laserový tisk (stejně jako laserová tiskárna). Jako faxový přístroj může sloužit i počítač, např. PC s příslušným modemem či ISDN terminálovým adaptérem.
Klasické faxové přístroje spotřebovávají mnoho papíru a toneru, také proto jsou čím dál tím více nahrazovány faxem v PC nebo službou, která je nazývána fax přes Internet. Tato služba umožňuje odesílání a přijímání faxů formou elektronické pošty s přiloženým souborem.
Dnes je fax již vytlačován elektronickou poštou, která umožňuje přenos textu i obrazu, přesto je však fax stále používán.

## Historie
Za vynálezce faxu je považován Skot Alexander Bain, který svůj „záznamový telegraf“ patentoval už 27. května 1843. V jeho přístroji byl originál dokumentu nakreslen nevodivou barvou na vodivé podložce. Vodivost různých částí předlohy byla snímána jehlou na elektromagneticky poháněném kyvadle. Potom, co jehla přejela po předloze se podložka posunula o jeden řádek, což se opakovalo pro celý přenášený dokument. Na opačné, tedy přijímací, straně vedení byl papír napuštěný elektrochemickým barvivem, které reagovalo po dotyku jehly přijímače.
V roce 1861, dlouho před začátkem používání telefonů (patent Alexandra Grahama Bella, je z roku 1876) prodal Giovanni Caselli několik faxových přístrojů, tehdy zvaných Pantelegraf. Jeho přístroj byl podobný Bainově, ale místo originálu se v něm posouvala jehla na kyvadle a obstarával i trvalé faxové spojení mezi Paříží a Lyonem. Původní velmi pomalý mechanismus vylepšil v roce 1909 Belgičan Henri Carbonnelle, v jehož přístroji se pohybovala předloha na otáčivém válci a jehla byla pevná.
V roce 1924 vynalezl Richard H. Ranger ve firmě Radio Corporation of America (RCA) bezdrátový fotoradiogram, zvaný také transoceánský radiofax nebo HF Fax. Prvním obrázkem poslaným tímto radiofaxem byla fotografie amerického prezidenta Calvina Coolidga, přenesená v listopadu 1924 z New Yorku do Londýna. V roce 1926 se Rangerův vynález začal komerčně využívat a používá se i v dnešní době pro přenos meteorologických map a jiných informací o počasí.
V roce 1929 patentoval průkopník mechanického snímání a přenosu obrazu Rudolf Hell svůj přístroj Hellschreiber, dalšího předchůdce dnešních faxů.
V roce 1934 začaly zpravodajové agentury Associated Press používat „přenos fotografií po drátě“. Tyto první přístroje však ke svému provozu vyžadovaly drahé jednosměrné komunikační linky.
V roce 1966 představila společnost Rank Xerox první fax, který se dal připojit k obyčejné telefonní lince. Magnafax Telecopier byl mnohem jednodušší a menší než dříve používané přístroje. Největší obliby faxy dosáhly od konce sedmdesátých let 20. století, kdy japonští výrobci začali dodávat ještě menší a lépe vybavené faxy, které byly také rychlejší díky používání datové komprese.
V roce 1985 vyrobil zakladatel společnosti GammaLink Hank Magnuski první faxovou počítačovou kartu (hardware) s označením GammaFax.

## Skupiny faxů – fax Group
- Fax skupiny 1 (Group 1 fax) je první přístroj podle ITU-T doporučení T.2. Přenos jedné stránky trvá přibližně 6 minut a vertikální rozlišení je 98 řádek na palec. Fax skupiny 1 je velmi zastaralé zařízení a dlouho se již nevyrábí ani nepoužívá.
- Fax skupiny 2 (Group 2 fax) je přístroj podle ITU-T doporučení T.30 a T.3. Přenos jedné stránky trvá přibližně tři minuty a vertikální rozlišení je 100 řádek na palec. Fax skupiny 2 je zastaralé zařízení a dlouho se již nevyrábí. Fax skupiny 2 je schopen pracovat s faxem skupiny 3, ale pouze tehdy, pokud to fax skupiny G3 podporuje. (Tyto faxy se někdy označují G2/3).
- Fax skupiny 3 (Group 3 fax) je ITU-T doporučení T.30 a T.4. Přenos jedné stránky trvá přibližně 6 až 15 sekund. Horizontální a vertikální rozlišení jsou různá (od 100 řádek na palec až po 400 řádek na palec). Fax skupiny 3 komunikuje rychlostmi od 2400 bit/s až do max. 33,6 kbit/s. Typická přenosová rychlost je 14,4 kbit/s a rozlišení 200×200 dpi. Drtivá většina faxů je černobílých, existuje sice doporučení i pro barevný fax ale to se nepoužívá a výrobci jej příliš nepodporují.
- Fax skupiny 4 je podle doporučení ITU-T ISDN fax, který pracuje s rychlostí 64 kbit/s. Tento druh faxu se však nikdy nerozšířil.

Všechny dnes provozované a vyráběné faxy jsou výhradně faxy skupiny 3.

## Přenosové rychlosti faxů
Pro přenos faxů jsou používaný různé druhy modulací a přenosových rychlostí. Na začátku přenosu si faxové přístroje dohodnou nejvyšší možnou rychlost a modulaci, která je možná, tedy podporují ji oba přístroje. Této části se říká „Potřásání rukou“ (anglicky handshake). Obvyklá minimální rychlost pro dnešní faxy skupiny 3 je 14,4 kbit/s.
| ITU Standard | Vydán v roce | Přenosová rychlost [kbit/s] | Modulace |
| ------------ | ------------ | --------------------------- | -------- |
| V.27         | 1988         | 4,8; 2,4                    | PSK      |
| V.29         | 1988         | 9,6; 7,2; 4,8               | QAM      |
| V.17         | 1991         | 14,4; 12; 9,6; 7,2          | TCM      |
| V.34         | 1994         | 28,8                        | QAM      |
| V.34bis      | 1998         | 33,6                        | QAM      |